# You People
You People és una pel·lícula de comèdia romàntica estatunidenca de 2023 dirigida per Kenya Barris, que la va coescriure amb Jonah Hill. La pel·lícula compta amb un repartiment coral que inclou el mateix Hill, Lauren London, David Duchovny, Nia Long, Julia Louis-Dreyfus i Eddie Murphy. La seva trama se centra en una parella interracial i interreligiosa, és a dir, un jueu secular de l'elit liberal i una nacionalista negra de la Nació de l'Islam, i com les seves famílies tracten l'amor modern enmig de xocs culturals, expectatives socials i diferències generacionals. Ambientats a la zona de Los Angeles, els dos mil·lennistes es troben per casualitat i s'endinsen en aigües desconegudes en les seves vides de cites. S'ha subtitulat al català.
Els crítics han analitzat la pel·lícula com un relat modern d'Endevina qui ve a sopar (1967), però en què els enfrontaments per les relacions afroamericans-jueus són encara més accentuades.
You People es va estrenar en una selecció de cinemes el 20 de gener de 2023, abans del seu llançament en estríming a Netflix el 27 de gener. Era la primera vegada que Barris dirigia un llargmetratge. La pel·lícula va rebre crítiques en diversos sentits i va ser acusada d'haver perdut el sentit de sàtira i, en canvi, de trivialitzar i perpetuar l'antisemitisme negre, l'esquerra caviar, la culpabilitat blanca i l'autoodi jueu.